# إيرني مور
إيرني مور (بالإنجليزية: Ernie Moore)‏ هو لاعب كرة قدم بريطاني (وحمل سابقاً جنسية المملكة المتحدة لبريطانيا العظمى وأيرلندا) في مركز الظهير، ولد في 1869 في برمنغهام في المملكة المتحدة، وتوفي في 1894. لعب مع برمنغهام سيتي.